# Elecciones municipales de Chile de 1963
Los resultados de la elección municipal de 1963 en Chile para elegir a los regidores en 271 municipios del país favorecieron ampliamente al Partido Demócrata Cristiano, surgiendo como la colectividad más poderosa del país en términos electorales, desplazando al Partido Radical a un segundo lugar en el universo partidista nacional, y animaron al socialcristianismo chileno a alcanzar la Presidencia de la República.
Las filas gobiernistas, coaligadas de manera no oficial en el llamado Frente Democrático, experimentaron un descenso, aunque no obstante continuaron siendo el bloque más fuerte; pero a la luz de los resultados el Partido Radical tenía la primera opción de presentar a uno de sus militantes como candidato presidencial representando esta coalición.
Por otro lado, para el Frente de Acción Popular (FRAP) los resultados fueron decepcionantes, aunque como bloque quedaron segundos, pero a bastante distancia del pacto derechista-radical.

## Candidaturas
El número de candidaturas a regidores por cada partido se repartió de la siguiente forma:
| Partido            | Partido                        | Hombres | Mujeres | Total |
| ------------------ | ------------------------------ | ------- | ------- | ----- |
| A                  | Partido Democrático Nacional   | 416     | 24      | 440   |
| B                  | Vanguardia Nacional del Pueblo | 12      | 2       | 14    |
| C                  | Partido Democrático            | 54      | 10      | 64    |
| D                  | Partido Radical                | 1172    | 91      | 1263  |
| E                  | Partido Liberal                | 938     | 106     | 1044  |
| F                  | Partido Comunista              | 438     | 54      | 492   |
| G                  | Partido Demócrata Cristiano    | 1103    | 138     | 1241  |
| H                  | Partido Socialista             | 711     | 35      | 746   |
| I                  | Partido Conservador Unido      | 749     | 122     | 871   |
| J                  | Independientes                 | 11      | 3       | 14    |
| Total              | Total                          | 5604    | 585     | 6189  |
| Fuente: La Nación. |                                |         |         |       |

## Campaña
El plazo para inscribir las candidaturas a regidores ante la Dirección del Registro Electoral culminó el 8 de diciembre de 1962, y el 13 del mismo mes el director, Óscar Rojas Astaburuaga, realizó el sorteo de ubicación de las listas en la papeleta de votación.
Estas fueron las primeras elecciones nacionales emitidas por la naciente televisión chilena. Canal 13 inició sus emisiones a las 12:45 y realizó un almuerzo —dirigido por Enrique Bravo Menadier— en el Hotel Carrera con redactores políticos de los diarios y radioemisoras de Santiago (Aldo Soto, Adriana Searle, Guillermo Yungue, Osvaldo Marín, Juan Campbell, Sergio Varas, Tito Mundt Berenguela, María Eugenia Oyarzún, Carlos Sepúlveda y Hernán Amaya, entre otros) y el alcalde Ramón Álvarez Goldsack, mientras que Canal 9 comenzó sus transmisiones a las 16:00 desde el Ministerio del Interior; ambas estaciones se mantuvieron al aire hasta aproximadamente la medianoche informando sobre los resultados de los comicios.

## Resultados
| Lista                                     | Partido                        | Sigla                       | Votos     | %?      | Cand.? | Reg.? | %?      | ± %? |
| ----------------------------------------- | ------------------------------ | --------------------------- | --------- | ------- | ------ | ----- | ------- | ---- |
| A                                         | Partido Democrático Nacional   | PADENA                      | 102 753   | 5.15%   | 455    | 70    |         |      |
| B                                         | Vanguardia Nacional del Pueblo | VNP                         | 2365      | 0.12%   | 14     | 3     |         |      |
| C                                         | Partido Democrático            | PDo                         | 16 196    | 0.81%   | 64     | 1     |         |      |
| D                                         | Partido Radical                | PR                          | 431 058   | 21.58%  | 1287   | 428   |         |      |
| E                                         | Partido Liberal                | PL                          | 264 184   | 13.23%  | 1056   | 299   |         |      |
| F                                         | Partido Comunista              | PCCh                        | 256 585   | 12.84%  | 489    | 113   |         |      |
| G                                         | Partido Demócrata Cristiano    | PDC                         | 455 276   | 22.79%  | 1262   | 314   | 19,26 % |      |
| H                                         | Partido Socialista             | PS                          | 228 519   | 11.44%  | 755    | 139   | 7,36 %  |      |
| I                                         | Partido Conservador Unido      | PCU                         | 226 912   | 11.36%  | 883    | 227   |         |      |
| J                                         | Independientes                 | Ind                         | 13 036    | 0.65%   | 14     | 6     |         |      |
| Total de votos válidos                    | Total de votos válidos         | Total de votos válidos      | 1 996 884 | 96,59 % |        |       |         |      |
| Votos nulos y en blanco                   | Votos nulos y en blanco        | Votos nulos y en blanco     | 70 576    | 3,41 %  |        |       |         |      |
| Total de sufragios emitidos               | Total de sufragios emitidos    | Total de sufragios emitidos | 2 067 460 | 100 %   |        |       |         |      |
| Fuente: Dirección del Registro Electoral. |                                |                             |           |         |        |       |         |      |

El 9 de abril el Ministerio del Interior informaba parcialmente los resultados en términos de concejales obtenidos por partidos: los radicales con 411 regidores, los demócratacristianos con 305 puestos, 288 liberales, 217 conservadores, 114 comunistas, 141 socialistas, 63 demócratas y militantes del PADENA, y 2 de la vanguardia nacional.

### Resultado por provincia
| Provincia                                 | Votos   | Votos | Votos  | Votos   | Votos   | Votos   | Votos   | Votos   | Votos   | Votos  | Votos           | Votos     |
| Provincia                                 | A PDN   | B VNP | C PDo  | D PR    | E PL    | F PC    | G PDC   | H PS    | I PCU   | Ind.   | Nulos y blancos | Total     |
| ----------------------------------------- | ------- | ----- | ------ | ------- | ------- | ------- | ------- | ------- | ------- | ------ | --------------- | --------- |
| Tarapacá                                  | 0       | 0     | 0      | 11 619  | 7522    | 10 322  | 9062    | 3667    | 416     | 0      | 1067            | 43 675    |
| Antofagasta                               | 2361    | 0     | 276    | 16 258  | 6714    | 14 055  | 20 054  | 6400    | 1338    | 818    | 2301            | 70 575    |
| Atacama                                   | 220     | 0     | 0      | 12 625  | 1618    | 7810    | 6212    | 4005    | 236     | 518    | 863             | 34 107    |
| Coquimbo                                  | 114     | 0     | 30     | 22 017  | 12 316  | 11 595  | 8873    | 7752    | 2985    | 0      | 1820            | 67 502    |
| Aconcagua                                 | 932     | 0     | 0      | 7876    | 9951    | 4318    | 9564    | 4552    | 3985    | 24     | 1284            | 42 486    |
| Valparaíso                                | 14 531  | 0     | 6368   | 37 733  | 27 075  | 28 044  | 53 120  | 19 805  | 33 261  | 0      | 6050            | 225 987   |
| Santiago                                  | 31 803  | 1161  | 9102   | 152 724 | 78 237  | 115 745 | 207 596 | 86 768  | 105 398 | 6149   | 35 006          | 829 689   |
| O'Higgins                                 | 5144    | 1204  | 0      | 6994    | 15 127  | 7991    | 13 138  | 11 410  | 11 585  | 0      | 1711            | 74 304    |
| Colchagua                                 | 0       | 0     | 0      | 6897    | 7411    | 2489    | 6020    | 3431    | 9454    | 695    | 910             | 37 307    |
| Curicó                                    | 404     | 0     | 0      | 4174    | 3938    | 1493    | 4975    | 4836    | 2933    | 0      | 496             | 23 249    |
| Talca                                     | 7902    | 0     | 0      | 8073    | 5343    | 5258    | 8269    | 2223    | 5439    | 0      | 1418            | 43 925    |
| Maule                                     | 4821    | 0     | 0      | 2875    | 3514    | 281     | 3658    | 772     | 2132    | 0      | 394             | 18 447    |
| Linares                                   | 1382    | 0     | 0      | 6914    | 6967    | 1369    | 7514    | 5491    | 4616    | 1514   | 1018            | 36 785    |
| Ñuble                                     | 2142    | 0     | 0      | 17 713  | 6558    | 3311    | 14 440  | 4889    | 6527    | 0      | 1730            | 57 310    |
| Concepción                                | 10 013  | 0     | 0      | 31 703  | 10 327  | 21 628  | 32 162  | 13 569  | 11 141  | 0      | 3905            | 134 448   |
| Arauco                                    | 0       | 0     | 0      | 5795    | 973     | 4528    | 2692    | 3546    | 0       | 0      | 265             | 17 799    |
| Bío-Bío                                   | 2535    | 0     | 0      | 8243    | 5585    | 3869    | 5676    | 2075    | 2134    | 0      | 927             | 31 044    |
| Malleco                                   | 1852    | 0     | 420    | 8030    | 11 281  | 1037    | 6413    | 3529    | 2944    | 0      | 776             | 36 282    |
| Cautín                                    | 13 971  | 0     | 0      | 19 468  | 12 432  | 2952    | 10 823  | 4155    | 8001    | 794    | 2580            | 75 176    |
| Valdivia                                  | 2316    | 0     | 0      | 11 162  | 12 865  | 2765    | 10 314  | 10 701  | 0       | 341    | 1966            | 52 430    |
| Osorno                                    | 62      | 0     | 0      | 10 757  | 8251    | 779     | 3757    | 5041    | 1250    | 0      | 1000            | 30 897    |
| Llanquihue                                | 149     | 0     | 0      | 7179    | 6422    | 1403    | 5271    | 3128    | 6207    | 0      | 1188            | 30 947    |
| Chiloé                                    | 0       | 0     | 0      | 5877    | 2399    | 608     | 2088    | 2646    | 4268    | 0      | 604             | 18 490    |
| Aysén                                     | 99      | 0     | 0      | 1662    | 983     | 1107    | 1260    | 1173    | 511     | 0      | 437             | 7232      |
| Magallanes                                | 0       | 0     | 0      | 6510    | 375     | 1828    | 2325    | 12 955  | 151     | 2183   | 842             | 27 169    |
| Total nacional                            | 102 753 | 2365  | 16 196 | 430 878 | 264 184 | 256 585 | 455 276 | 228 519 | 226 912 | 13 036 | 70 558          | 2 067 262 |
| Fuente: Dirección del Registro Electoral. |         |       |        |         |         |         |         |         |         |        |                 |           |

## Alcaldías 1963-1967

### Listado de alcaldes electos
Listado de alcaldes elegidos en las principales ciudades del país.
| Municipio | Municipio    | Alcalde electo                                            |
| --------- | ------------ | --------------------------------------------------------- |
|           | Arica        | Adolfo Arenas/Santiago Arata Partido Radical              |
|           | Iquique      | Jorge Soria Quiroga Partido Socialista                    |
|           | Calama       | Osvaldo Olguín Zapata Partido Demócrata Cristiano         |
|           | Antofagasta  | Juan Floreal Recabarren Rojas Partido Demócrata Cristiano |
|           | Copiapó      | John Horsley Brito Partido Radical                        |
|           | La Serena    | Jorge Morales Adriasola Partido Radical                   |
|           | Coquimbo     | Eduardo Pizarro Delgado Partido Radical                   |
|           | Providencia  | Mauricio Litvak Partido Radical                           |
|           | Rancagua     | Nicolás Díaz Sánchez Partido Demócrata Cristiano          |
|           | Talca        | José Fernández Llorens Partido Demócrata Cristiano        |
|           | Concepción   | Guillermo Aste Pérez Partido Demócrata Cristiano          |
|           | Temuco       | Germán Becker Bäechler Partido Radical                    |
|           | Valdivia     | Jorge Sabat Gozalo Partido Socialista                     |
|           | Puerto Montt | Alejandro Meersohn Schajris Partido Radical               |
|           | Coyhaique    | Santiago Vera Cartes Partido Socialista                   |
|           | Punta Arenas | Carlos González Jaksic Partido Socialista                 |

### Listado de alcaldes designados
De acuerdo al Art. 68 del Decreto Supremo N.º 1.472 del 24 de julio de 1941: "en las municipalidades de Santiago, Valparaíso y Viña del Mar, los alcaldes serán nombrados por el Presidente de la República y durarán en sus funciones igual período de tiempo que corresponde a la municipalidad".
| Municipio | Municipio    | Alcalde designado                                 |
| --------- | ------------ | ------------------------------------------------- |
|           | Viña del Mar | Raúl Celis Cornejo Acción Nacional                |
|           | Valparaíso   | Alfonso Ansieta Núñez Partido Demócrata Cristiano |
|           | Santiago     | Manuel Fernández Díaz Partido Demócrata Cristiano |

1. 1 2  Desde noviembre de 1964.